# 신축적 노동 배치
신축적 노동 배치(flexible work arrangement, FWA; 유연근무제)는 고용주가 노동자의 노동 개시 시점, 노동 장소, 노동의 중단 시점을 선택할 권한을 갖게 하는 제도를 말한다.